# エリザベス2世の戴冠式
この項目ではエリザベス2世の戴冠式の経緯について述べる。イギリスおよびその他の英連邦王国の女王であるエリザベス2世の戴冠式は、1953年6月2日にロンドンのウェストミンスター寺院において挙行された 。彼女は、1952年2月6日、彼女の父であるジョージ6世の死に伴い25歳で王位に即き、直後に彼女の枢密院会議によって即位が布告された。即位から1年以上後になって、戴冠式が行われた理由は、前君主の喪に服する期間を十分に確保するという伝統のためである。その事により計画委員会による戴冠式の準備期間も確保された。エリザベスは、戴冠式中に、聖油の塗油が行われ、戴冠宝器をまとって、英連邦王国の国々であるイギリス、カナダ、オーストラリア、ニュージーランド、南アフリカ連邦、パキスタン、そしてセイロン（現スリランカ）の女王として戴冠した。
祝賀行事は、英連邦王国全域において行われ、記念メダルが発行された。それは、はじめて完全な形でテレビ中継されたイギリス国王の戴冠式だった。1937年に行われた彼女の両親の戴冠式ではカメラが寺院の修道院内における行事を撮影できなかった。エリザベスの戴冠式は20世紀で4度目かつ最後に行われたイギリス国王の戴冠式だった。戴冠式に要した予算は、157万ポンド（2023年時点の5,357万1,428ポンド）と推計されている。